# Joachim Sutton
Pour les articles homonymes, voir Sutton.
Joachim Sutton, né le 15 mai 1995 à Roskilde, est un rameur d'aviron danois. Il a représenté le Danemark aux Jeux de Tokyo 2020 où il obtient une médaille de bronze en deux sans barreur.

## Carrière
Son père étant de nationalité britannique, Sutton s'est vu proposer de ramer pour l'équipe nationale britannique, mais a choisi d'intégrer l'équipe nationale danoise. Il a étudié l'anthropologie à l'Université de Berkeley aux États-Unis. 
Avec Frederic Vystavel qui lui aussi a suivi son cursus universitaire aux États-Unis, Sutton a pris la sixième place aux championnats d'Europe 2020 et a reculé de deux places lors des championnats d'Europe suivants.
Ils obtiennent leur qualification olympique lors de la régate de Lucerne en mai 2021 où ils terminent deuxième ; aux Jeux olympiques de 2020, qui ont eu lieu un an plus tard en raison de la pandémie, la paire a remporté la médaille de bronze dans la course en deux sans barreur.